# Meioneta emertoni
Meioneta emertoni là một loài nhện trong họ Linyphiidae.
Loài này thuộc chi Meioneta. Meioneta emertoni được Carl Friedrich Roewer miêu tả năm 1942.